# Geonoma paradoxa
Geonoma paradoxa är en enhjärtbladig växtart som beskrevs av Karl Ewald Maximilian Burret. Geonoma paradoxa ingår i släktet Geonoma och familjen Arecaceae. Inga underarter finns listade i Catalogue of Life.